# 리춘삼
리춘삼(1955년 10월 20일 ~ )은 조선민주주의인민공화국의 정치인이다. 내각 국가자원개발상 겸 조선로동당 중앙위원회 후보위원이다.

## 경력
2001년 6월 조선민주주의인민공화국 내각 채취공업성 국장을 거쳐 2011년 채취공업성 부상으로 승진했다. 2013년 4월 국가자원개발상에 임명되었다. 2016년 5월 조선로동당 제7차 대회에서 조선로동당 중앙위원회 후보위원으로 선출되었다.

## 최고인민회의 대의원
2014년 3월 최고인민회의 제13기 대의원으로 선출되었다.